# بلاغ‌لی
بلاغ‌لی (به لاتین: Bulaqlı) یک منطقهٔ مسکونی در جمهوری آذربایجان است که در شهرستان صابرآباد واقع شده‌است. بلاغ‌لی ۱٬۱۸۳ نفر جمعیت دارد.